# Erschmatt
Erschmatt es una comuna suiza del cantón del Valais, situada en el distrito de Leuk. Limita al noreste con la comuna de Ferden, al este con Gampel-Bratsch, al sur con Leuk, y al oeste con Guttet-Feschel.